# King City (Ontario)
Pour les articles homonymes, voir King City.
King City est un village de l'Ontario au Canada, au nord de Toronto. Sa population était de 4 902 habitants en 2006. Le site radar CWKR du réseau canadien de radars météorologiques se trouve à 8 km au nord-ouest du village.

## Géographie
King City se caractérise par des collines et des forêts tempérées groupées dans l'écorégion des forêts des basses terres de l'est des Grands Lacs sur le versant sud de la partie centrale de la moraine d'Oak Ridges. 
De nombreux lacs de kettle et étangs parsèment la région. Les ruisseaux de la région environnante sont à l’origine de la rivière East Humber. De nombreuses écuries et autres fermes occupent une bonne partie de la superficie de 147 938 km2 du canton.